# Aoi no ue
Aoi no ue (葵上, Dame Aoi) est une pièce japonaise du théâtre nô de l'époque de Heian fondée sur un épisode du Dit du Genji et qui tire son titre du nom de Dame Aoi, un des personnages du roman. C'est un exemple de la quatrième catégorie de pièces nô : pièces de femmes folles ou de folie. Aoi no ue est la première de nombreuses pièces du théâtre nô composées d'après Le Dit du Genji. La pièce est parfois attribuée à Zeami Motokiyo mais la version existante du texte est probablement un remaniement d'une version par un de ses contemporain, Inuō.

## Intrigue
Le prince Genji, qui a épousé sa femme Dame Aoi à un jeune âge, prend une maîtresse, Dame Rokujo. Celle-ci a été mariée au prince héritier et se trouve prochaine dans la lignée pour devenir impératrice. La mort de son mari lui ôte la chance de devenir impératrice et la laisse impuissante. Après un épisode dans lequel elle est humiliée en public par Dame Aoi, Rokujo est furieuse de découvrir qu'Aoi est enceinte. Genji commence à ignorer Rokujo et dans la jalousie de cette dernière, son esprit vivant quitte son corps et possède Dame Aoi, entraînant sa mort.
L'action se concentre sur une miko (chamane) et un prêtre qui exorcisent l'esprit de Dame Rokujo du corps de Dame Aoi. Aoi n'apparaît pas sur scène mais un kimono vide sert à la représenter.
Les rôles des pièces du théâtre nô étant historiquement joués par les hommes, la première femme à jouer le rôle principal d'Aoi no ue a été Uzawa Hisa.

## Analyse
Victor Turner, dans The Anthropology of Performance, traite de la relation entre le Dit du Genji et Aoi no ue, les qualifiant de différents types de métaperformance et discute la différence entre l'histoire dans un roman et au théâtre.